# Wrocław Główny

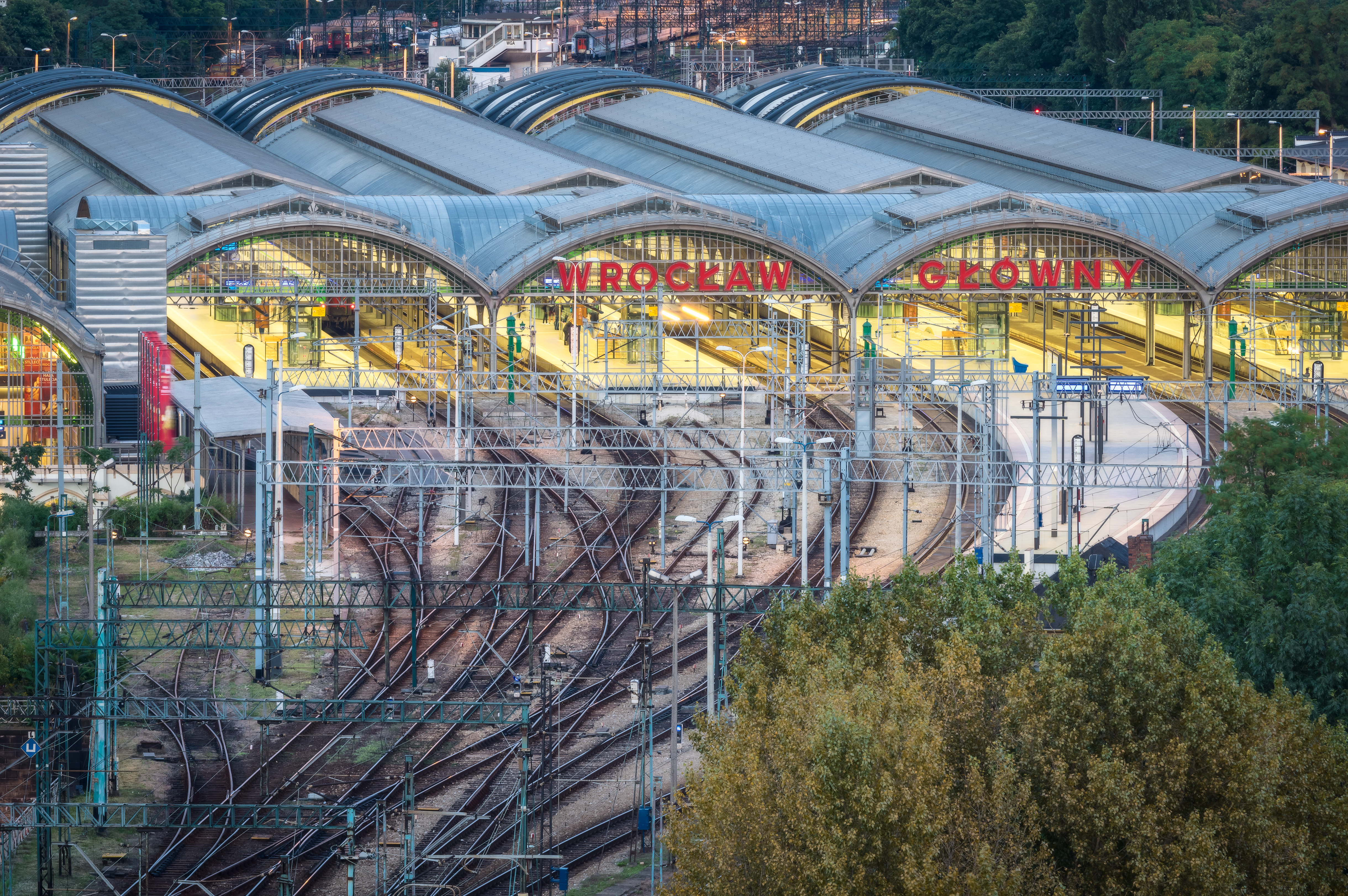
Perony stacji

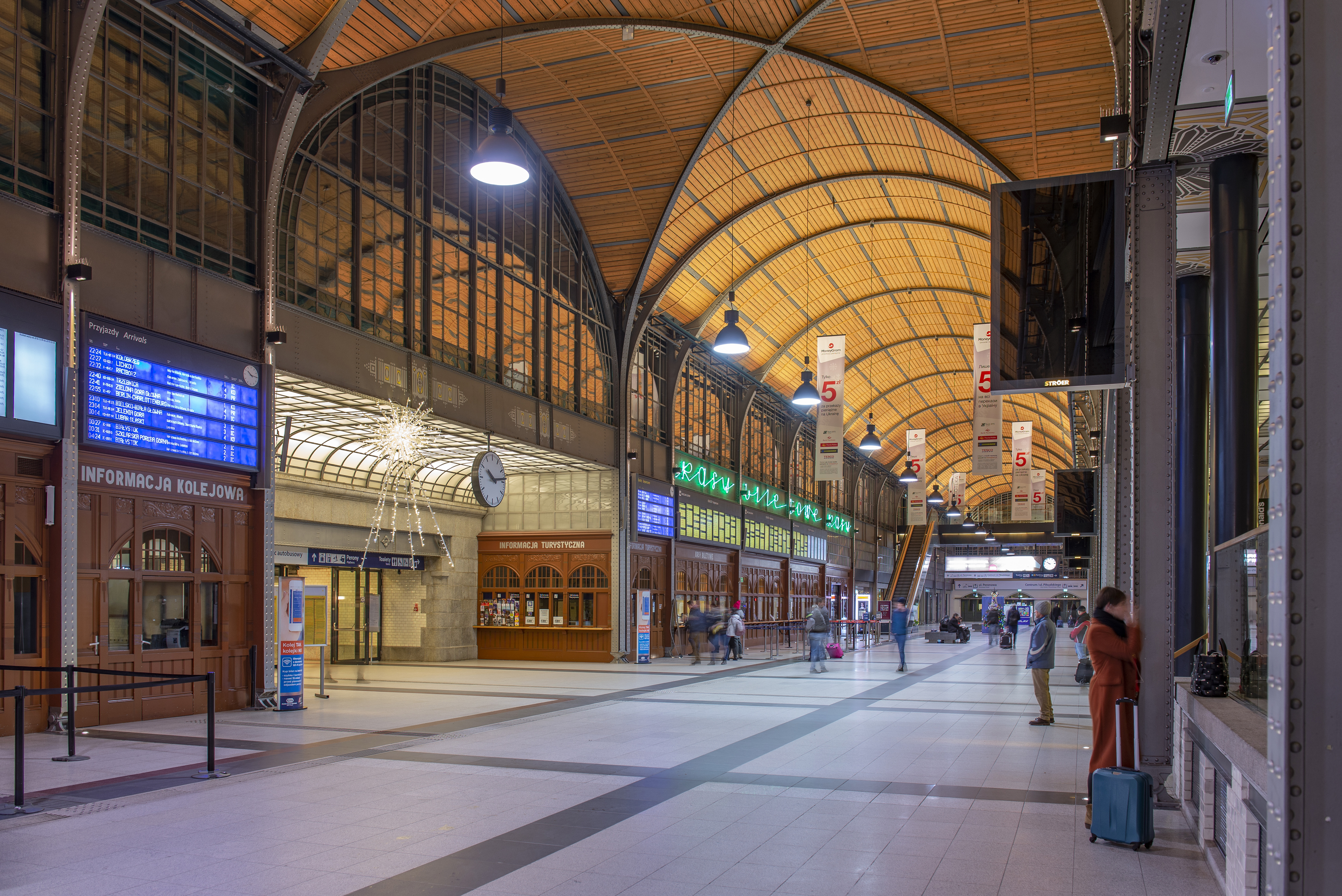
Hala główna (hol kasowy) dworca

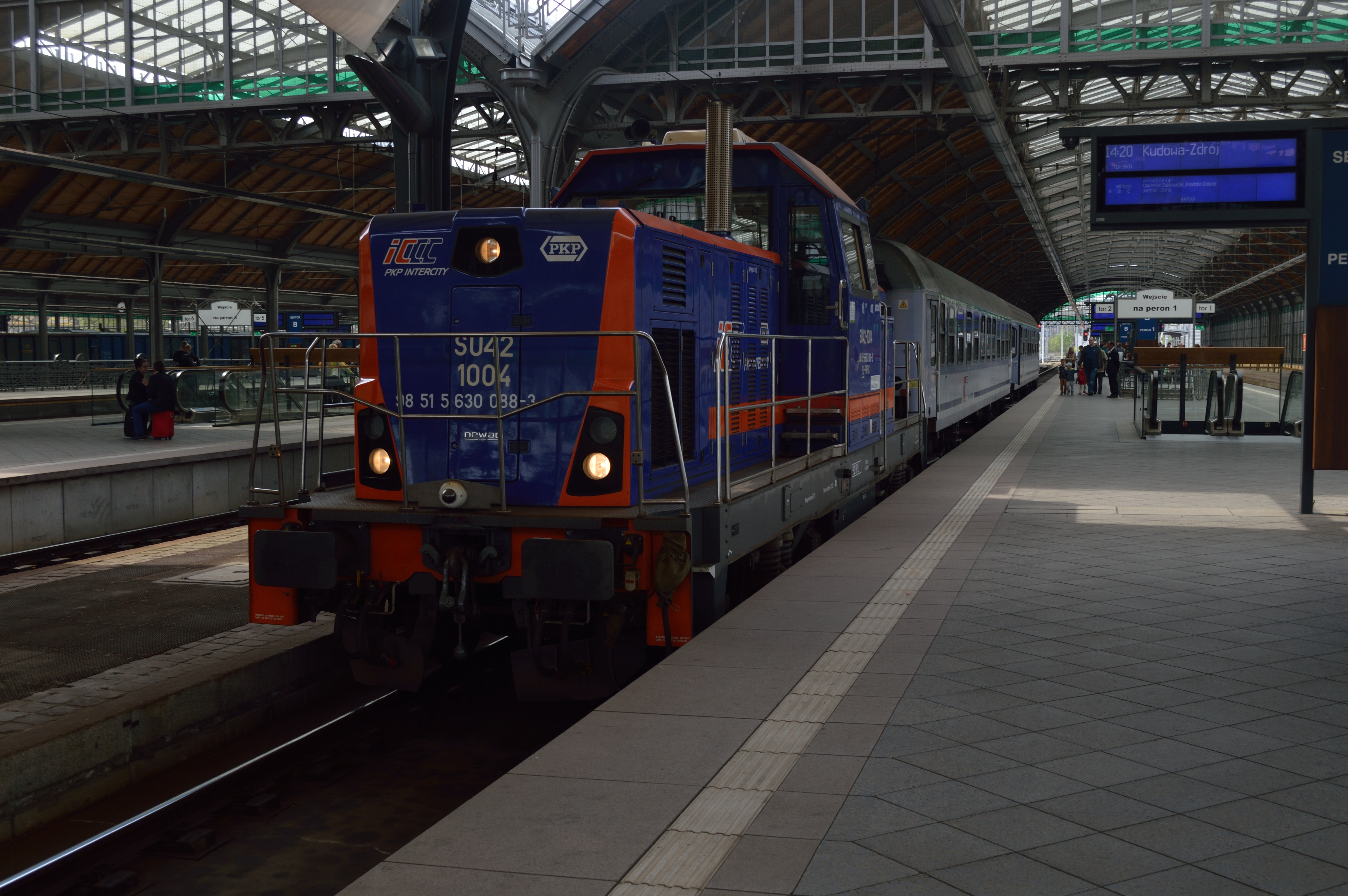
SU42-1004 na peronie.

Wrocław Główny – największa z osobowych stacji kolejowych we Wrocławiu, zlokalizowana na granicy osiedli Przedmieście Świdnickie i Huby, w sąsiedztwie głównego dworca autobusowego znajdującego się w podziemiu centrum handlowego Wroclavia. Jeden z nielicznych w Polsce dworców kolejowych, który ma halę peronową. Położony na liniach kolejowych prowadzących z południowego wschodu (Częstochowa, Lubliniec, Opole), południa (Świdnica, Kłodzko) na zachód (Jelenia Góra, Legnica), na północny zachód (Głogów, Zielona Góra), na północ (Poznań) i na północny wschód (Oleśnica, Łódź, Warszawa).  
Dworzec Wrocław Główny posiada kategorię Premium według klasyfikacji PKP.

## Dane ogólne
Wejście główne, od północy, mieści się przy ul. Józefa Piłsudskiego; dwa wejścia boczne na końcach głównego hallu też prowadzą na ul. Piłsudskiego, natomiast wejście tylne znajduje się po przeciwnej stronie peronów, od południa (przy ul. Suchej). Na stacji znajduje się sześć równoległych peronów (I-IV po dwa tory, V z jednym torem i na krótkim odcinku drugim torem, VI z jednym torem). Z pierwszych pięciu peronów prowadzą po dwa wyjścia: jedno w kierunku węższego bocznego tunelu łączącego ul. Suchą z Piłsudskiego (obok dworca), drugie w kierunku równoległego tunelu głównego, prowadzącego także do hali kasowej i głównego budynku natomiast dostęp do peronu VI jest bezpośrednio z ul. Suchej i tunelu głównego. Wszystkie tory i perony znajdują się ponad poziomem otaczających dworzec ulic, toteż tunele łączące obie strony dworca znajdują się na poziomie jezdni i chodników, a wejścia na perony prowadzą do góry. Przez pewien czas zachodni odcinek toru biegnącego wzdłuż peronu V bywał oznaczany jako tor 9, w odróżnieniu od odcinka wschodniego (w kierunku Kobierzyc i Świdnicy), oznaczanego numerem 10. Od 2001 r. praktyk tych i oznaczeń się już na ogół nie stosuje, z wyjątkiem rzadkich imprez okolicznościowych (pociągi specjalne, jubileusze).
Naprzeciwko i nieopodal dworca zlokalizowano szereg hoteli, m.in. Grand Hotel (Nord Hotel) czy Piast (Hotel Kronprinz).

## Ruch pasażerski
| Rok  | Wymiana roczna | Wymiana pasażerska na dobę | miejsce w Polsce |
| ---- | -------------- | -------------------------- | ---------------- |
| 2017 | 19 564 000     | 53 600                     | 2                |
| 2018 | 21 170 000     | 58 000                     | 1                |
| 2019 | 21 060 500     | 57 700                     | 2                |
| 2020 | 12 400 000     | 34 000                     | 1                |
| 2021 | 17 100 000     | 46 900                     | 1                |
| 2022 | 26 400 000     | 72 300                     | 1                |
| 2023 | 29 400 000     | 80 540                     | 1                |

## Historia

### Sytuacja wyjściowa
W latach 40. XIX w. powstały niezależne linie kolejowe kończące się we Wrocławiu na dworcach czołowych: w 1842 r. – Kolej Górnośląska, w 1843 – Kolej Świdnicko-Świebodzka i w 1844 – Kolej Dolnośląsko-Marchijska. W styczniu 1848 zbudowano biegnącą po poziomie terenu linię kolejową (Verbindungsbahn – kolej łączącą) komunikującą ze sobą zaplecze dworców Dolnośląsko–Marchijskiego i Świebodzkiego (oba w okolicach pl. Orląt Lwowskich) z czołowym dotychczas Dworcem Górnośląskim (przy ul. Małachowskiego, zbud. w latach 1841–1842, dziś nieczynny, wykorzystywany jako kolejowa przychodnia zdrowia oraz bocznice przy rozdzielni pocztowej). Linia ta prowadziła od okolic obecnego skrzyżowania ul. Smoleckiej i Robotniczej w kierunku południowo-wschodnim, a dalej wzdłuż obecnych ulic Kolejowej i Wojciecha Bogusławskiego (wówczas Friedrichstraße). W ten sposób połączono ze sobą linie tworząc namiastkę sieci kolejowej w mieście i centralnego węzła kolejowego Śląska, a Dworzec Górnośląski przekształcono w przelotowy. W 1853 zdecydowano o budowie linii w kierunku Poznania i Głogowa.

### Pierwszy dworzec z lat 1855–1857
Projektantem był Wilhelm Grapow, architekt królewski Kolei Górnośląskich. Fundamentowanie rozpoczęto 10 września 1855. Przy budowie pracowało średnio 250 murarzy. Już w 1856 cały budynek zadaszono i pokryto blachą cynkową, 1 października 1857 główny dworzec Kolei Górnośląskiej i Wrocławsko-Poznańsko-Głogowskiej został ukończony, a 12 października uruchomiono ruch kolejowy. Jak wylicza Grapow, przy budowie dworca zużyto 1300 prętów sześciennych granitu, 6 774 000 cegieł pełnych, 94 000 cegieł dziurawek, 120 000 kształtówek, 124 600 stóp sześciennych wapna, 1100 ton cementu portlandzkiego, 425 ton gipsu i 2333 pręty sześcienne piasku. Dworzec kosztował 449 000 talarów, nie licząc umeblowania i oświetlenia, na które wydano 26 400 talarów.

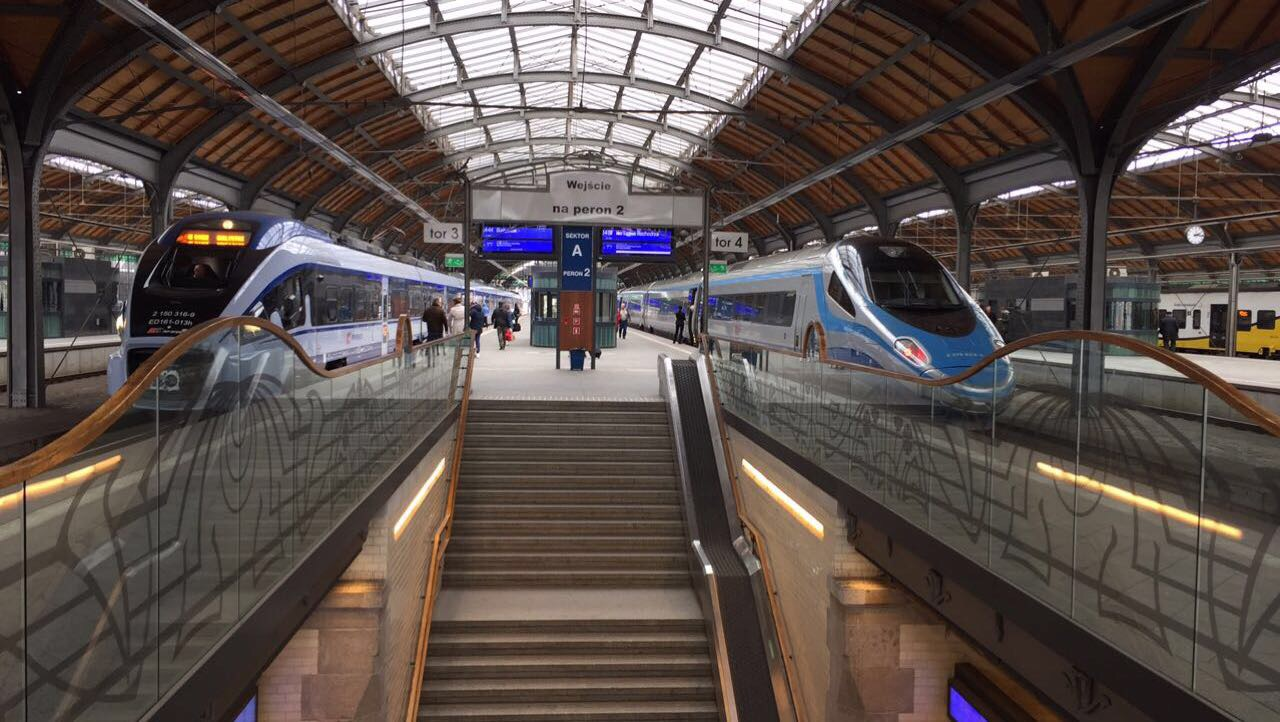
Peron 2

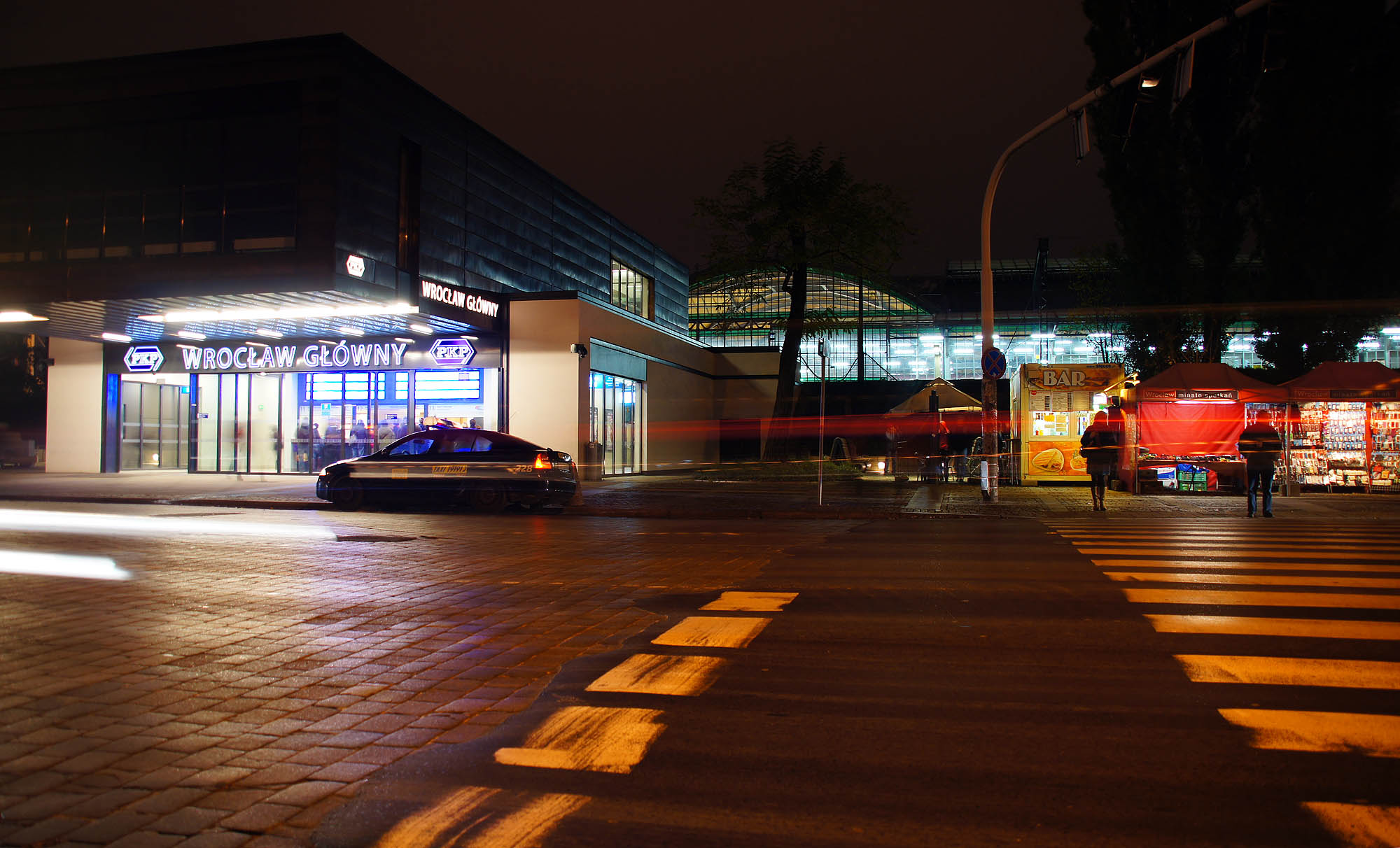
Wejście od strony osiedla Huby

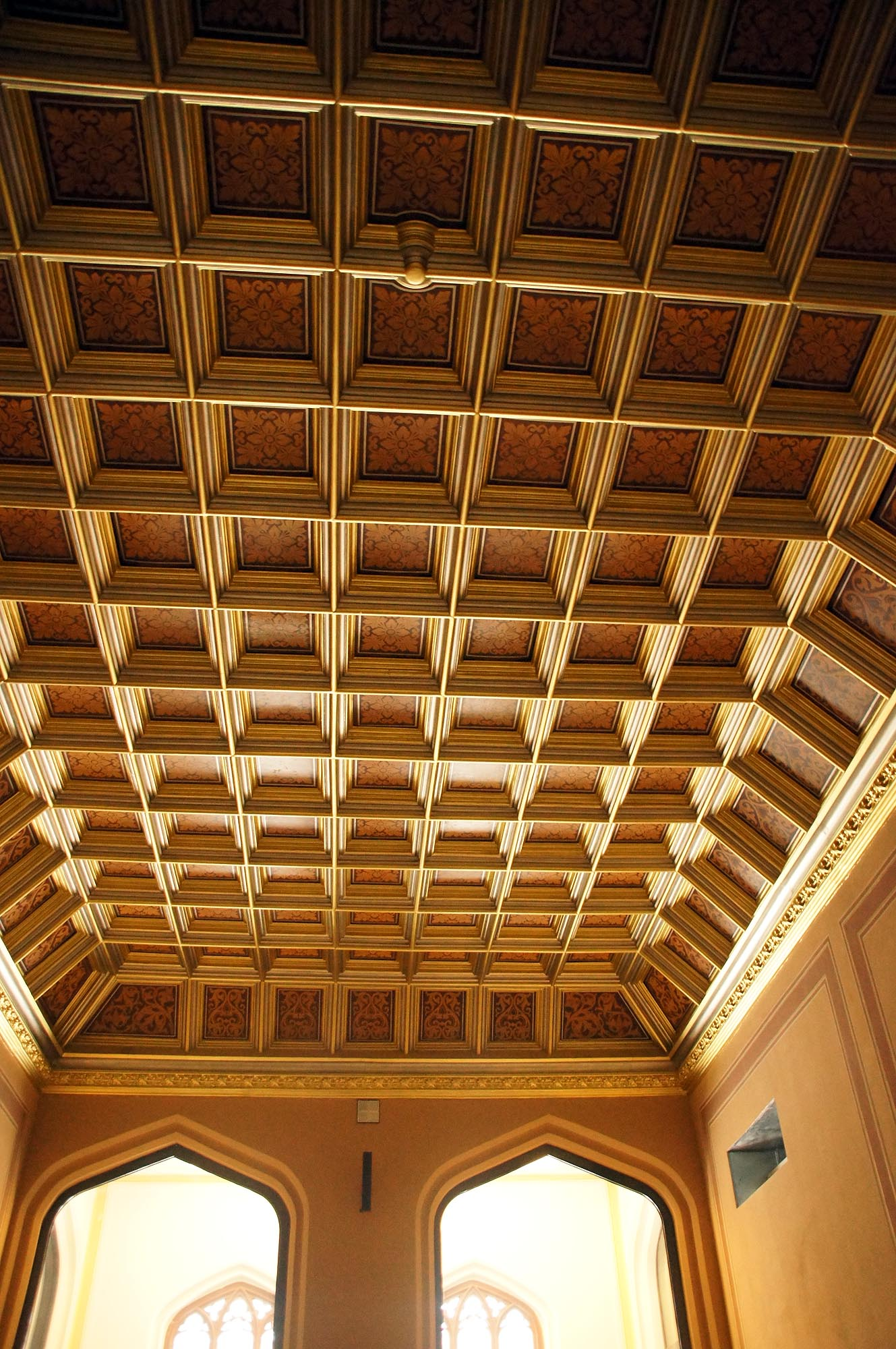
Wnętrze dworca

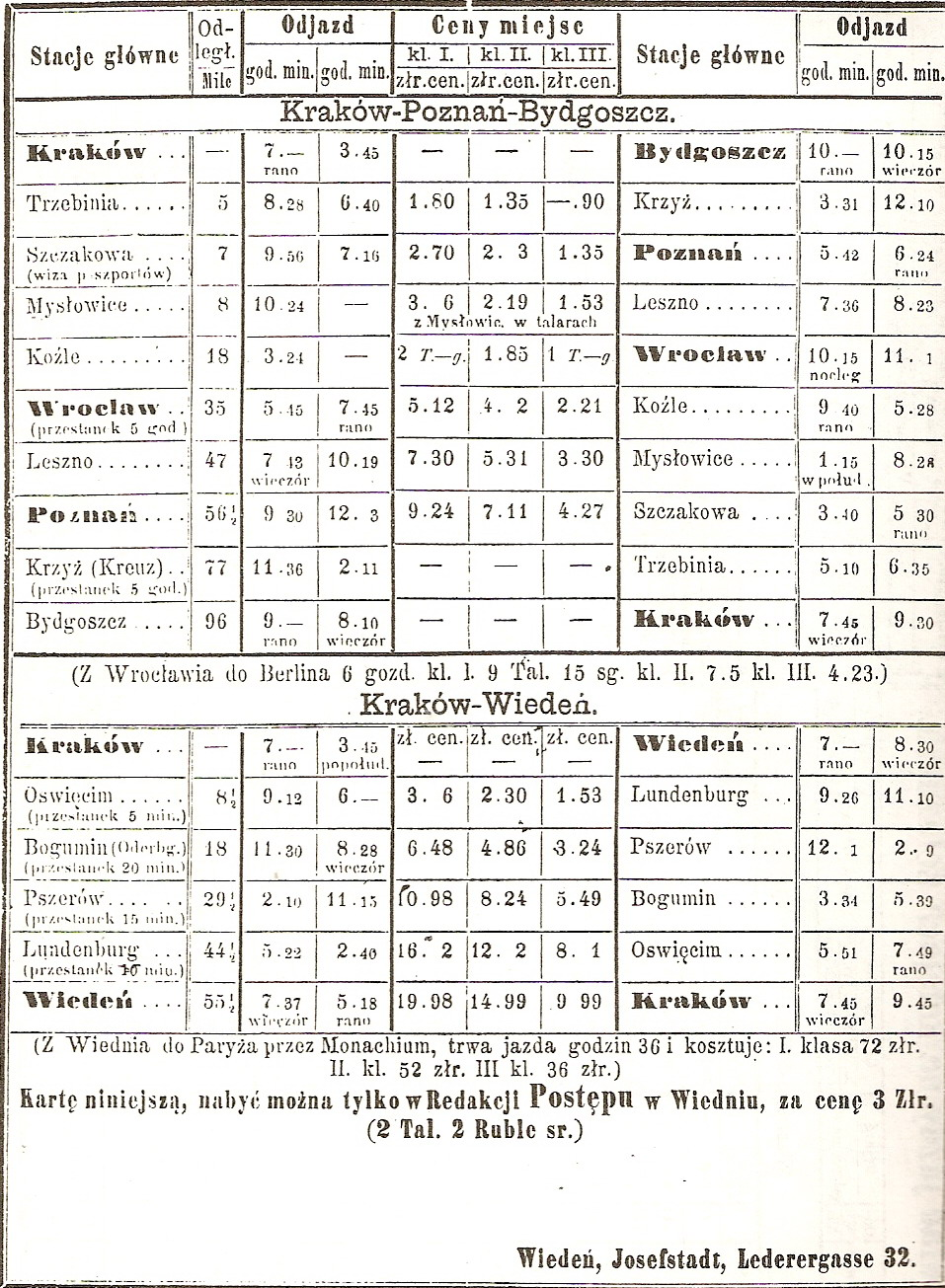
Rozkład jazdy z 1862 r.

Pierwotna hala peronowa, rozciągająca się w kierunku wschód-zachód, znajdowała się na miejscu dzisiejszego głównego hallu rozrządowego. Do dziś istniejące w tym hallu ciągnące się wzdłuż północnej strony podwyższenie, wykorzystywane jako taras znajdujących się tu poczekalni i jadłodajni, jest pozostałością peronu, wówczas jedynego na tym dworcu. Hall, długi na 600 stóp pruskich (około 200 m), nakryty dachem z częściowo przeszklonymi powierzchniami, stanowił swego czasu wraz z budynkiem dworcowym największą budowlę tego rodzaju w Europie. Do północnej strony hali peronowej zwróconej ku miastu przylegał symetryczny budynek dworca w stylu pseudohistorycznym, dokładniej angielskiego neogotyku naśladującego styl epoki Tudorów. Styl ten wydawał się stosowny, zwłaszcza że, jak opisuje Grapow, dobrze harmonizował z częściami o konstrukcji stalowej. Dwukondygnacyjny dworzec miał trzy ryzality z podcieniami przeznaczonymi na podjazdy dla dorożek. Przy bocznych wejściach znajdowały się ekspedycje bagażu, telefon i telegraf. W budynku dworca naprzeciw centralnego ryzalitu mieściły się restauracja z przyległym mieszkaniem restauratora, rozmieszczone symetrycznie poczekalnie III, II i I klasy (po jednej dla obu kierunków odjazdu, po wschodniej i zachodniej części budynku) oraz dla członków rodziny królewskiej (z osobnym korytarzem prowadzącym na peron). Komunikację wewnętrzną zapewniał przylegający do elewacji północnej korytarz. Na piętrze mieściły się biura i dwa mieszkania dla zawiadowców, ponadto mieszkanie dyrektora kolei.
Nowo zbudowany dworzec znajdował się wówczas na południowym skraju miasta, jego okolice były jeszcze niezabudowane, a przy tym niewystarczająco skanalizowane, co stanowiło spore wyzwanie dla projektanta. Położona na zachód od dworca ul. Stawowa (Teichgasse) nazwę swą wywodzi od hodowlanych stawów rybnych, do których prowadziła; stawy te zajmowały dość znaczny obszar (kilkanaście ha) ograniczony dzisiejszymi ulicami: Suchą, Gajową, Glinianą i Borowską, a dopiero za tymi stawami (później przekształconymi w „Pola Stawowe” (Teichäcker)), wzdłuż ulicy Glinianej mieściły się zabudowania podwrocławskiej wsi Lehmgruben – późniejsze osiedle Glinianki (obecnie Huby). Przy skrzyżowaniu ul. Suchej i Borowskiej, niedaleko obecnego tylnego wyjścia z dworca, znajduje się pomnik przyrody – dąb szypułkowy (quercus robur), mający (w 2005) ok. 180 lat; był zatem już dojrzałym drzewem nie tylko podczas rozbudowy dworca na przełomie XIX i XX wieku, ale także w czasie, kiedy dworzec powstawał; ma 461 cm obwodu pnia, 23 m wysokości, 30 m rozpiętości konarów; w 2006 nadano mu nazwę „Przewodnik”.
W związku z budową dworca przekształcono układ komunikacyjny okolicy, likwidując bezpośrednie połączenie skrzyżowania ul. Kościuszki (ówcześnie Tauentzienstraße) i Kołłątaja z ulicą Hubską, nieco później budując nowe połączenie ul. Pułaskiego z Hubską pod wiaduktem kolejowym oraz przedłużając ul. Kołłątaja do zachodniego wyjścia dworca. Plac przed budynkiem dworca (po jego północnej stronie) urządzony był w stylu ogrodowym – ul. Piłsudskiego od Stawowej na zachód nazywała się wtedy Ogrodowa (Gartenstraße); odcinek przed dworcem, wcześniej nazywający się „Zaułek Pastwiskowy” (Angergasse), łączący ul. Ogrodową ze znajdującym się na wschód od tego miejsca „Małym Pastwiskiem” albo „Małym Wygonem” (Der Kleine Anger), nazwano „Przy Dworcu Górnośląskim” (Am Oberschlesischen Bahnhof).
Do 2010 na miejscu tego ogrodowego placu znajdowały się postój taksówek oraz parking, a parę lat wcześniej zlikwidowano zlokalizowane tu również ponadto przystanki autobusów miejskich; pozostałościami po dziewiętnastowiecznym wystroju są fontanna, kilka niewielkich klombów i parę drzew. Naprzeciw budynku dworca znajdował się aż do II wojny światowej niewielki cmentarz żydowski, który zajmował trójkąt o bokach wzdłuż dzisiejszej ul. Gwarnej i Piłsudskiego oraz wyżej wymienionego zlikwidowanego połączenia ul. Kołłątaja z Hubską; dziś na tym częściowo zabudowanym miejscu jest też m.in. kort tenisowy.

### Rozbudowa 1899–1904

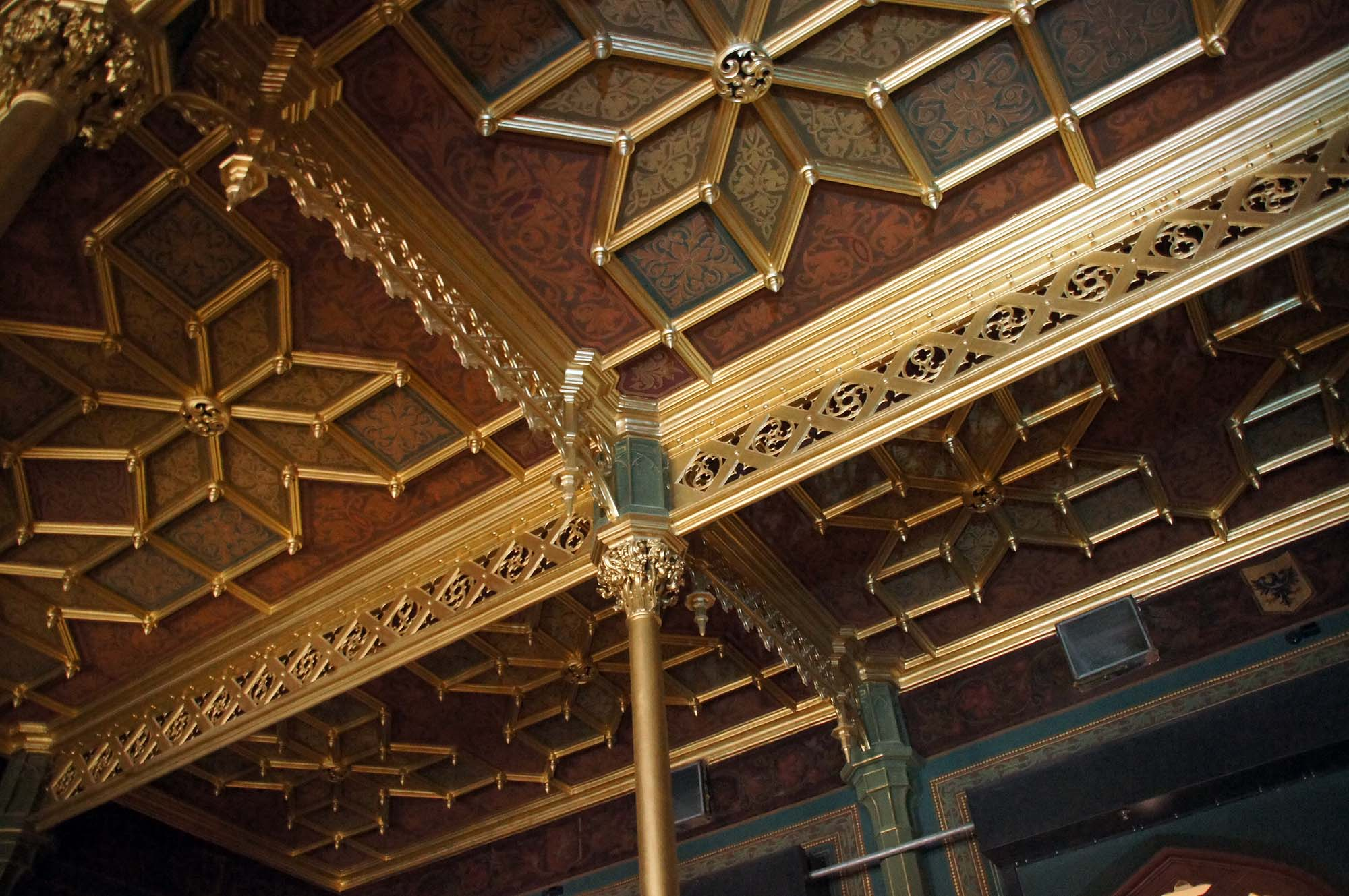
Kasetonowy sufit dworca

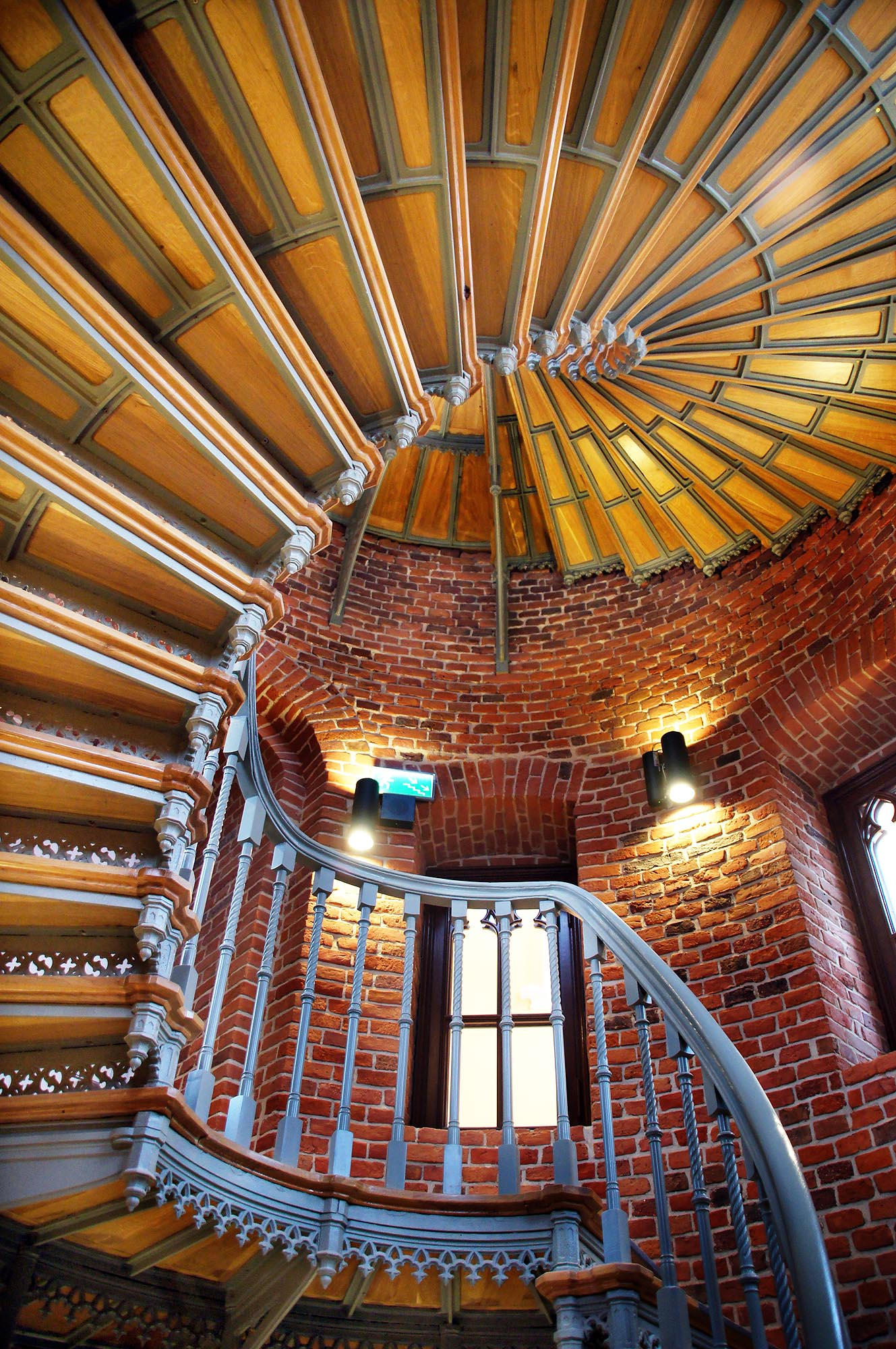
Schody w wieżyczce dworca

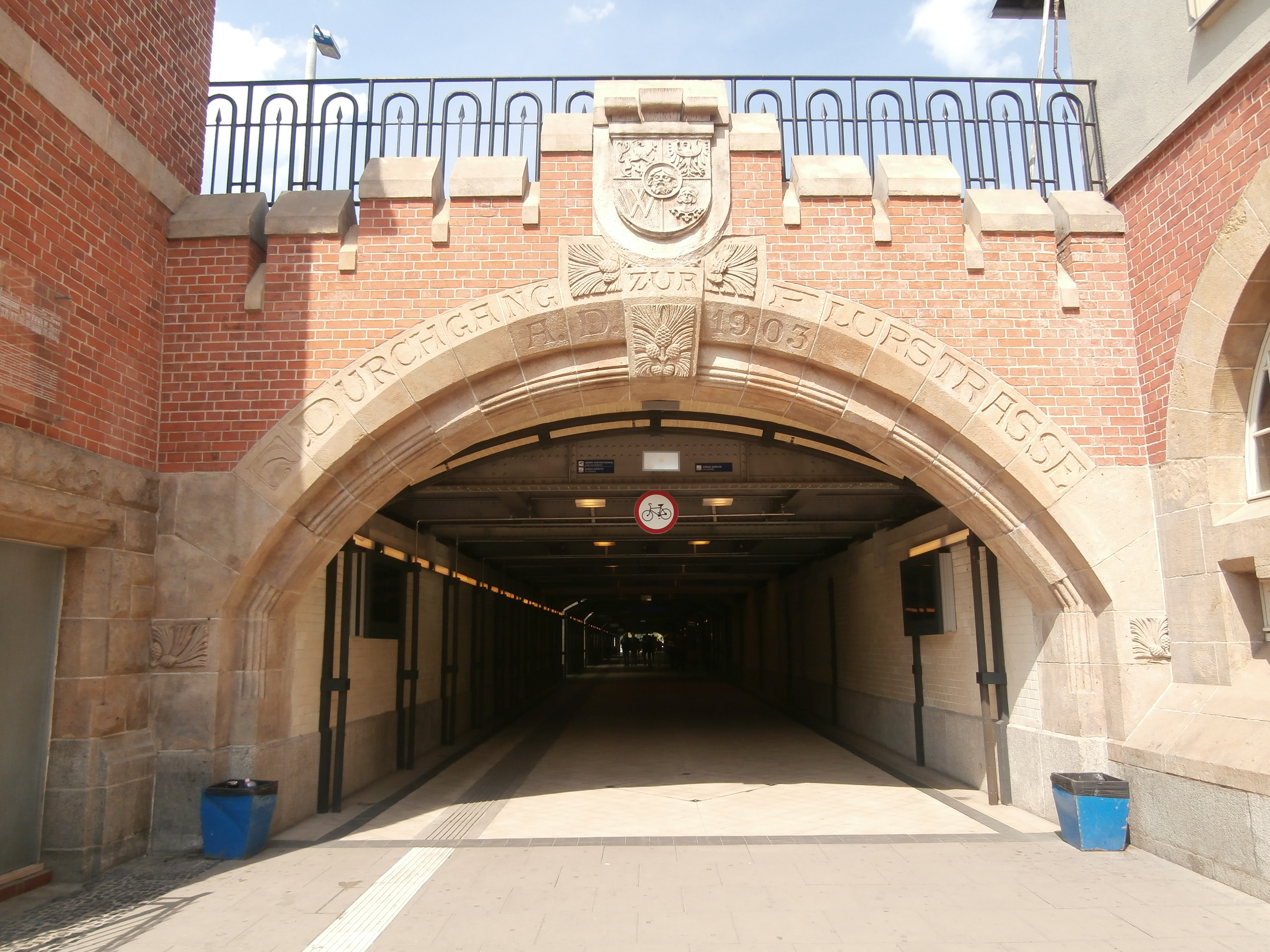
Zbudowane w 1903 przejście pod torami – portal z niemieckim napisem od strony ul. Suchej.

W miarę rozwoju miasta i transportu kolejowego wzrastało zapotrzebowanie na zwiększenie liczby odprawianych tu pociągów. Rosły też ceny działek w pobliżu dworca, przy Gartenstraße naprzeciw dworca powstało kilka dużych hoteli, następowała szybka urbanizacja okolicy, choć rejon „za torami” (patrząc od strony miasta, czyli na południe od torów) wciąż zagospodarowany był jeszcze bardzo słabo. W następnych latach rozbudowywano połączenia tej sieci, niektóre torowiska przenosząc przy tym z poziomu ziemi na nasypy, ułatwiając w ten sposób komunikację między obiema stronami torowiska.
Wobec rosnących potrzeb już w końcu lat 80. XIX w. myślano nad rozbudową dworca i rozpoczęto projektowanie przebudowy. W latach 1899–1904 dworzec rozbudowano w stylu łączącym elementy historyzmu i secesji według projektu Bernarda Klüschego, zachowując znaczne części dotychczasowej konstrukcji. Znajdujące się na południe od dworca kolejowe składy węgla zlikwidowano i na ich miejscu wybudowano pięć nowych peronów, przesuniętych niesymetrycznie w kierunku wschodnim i uniesionych w stosunku do otaczającego terenu o około 4–5 m, podobnie jak nowo zbudowana przylegająca od zachodniej strony dworca trójtorowa estakada kolejowa.
Pierwsze cztery perony – wyspowe (po dwa tory) – na ich centralnym odcinku nakryto długą na 170,5 m halą peronową złożoną z czterech łukowych naw na stalowych wiązarach ze ściągiem, o szerokości po około 21 m, z dwuspadowym świetlikiem na osi. Peron piąty, położony po południowej stronie dworca, przylegał tylko do pojedynczego toru i nakryty był własnym osobnym daszkiem pulpitowym. Osobna, znacznie mniejsza hala peronowa powstała nad wschodnim odcinkiem peronów, przeznaczonym na obsługę wagonów pocztowych. Perony pasażerskie zbudowano w wysokości 760 mm nad poziom główki szyny, co było wówczas nowym, zalecanym dla głównych dworców standardem kolei pruskich. Do każdego z torów przy peronach 1 – 4 po drugiej stronie przylegały niższe perony bagażowe. Ilość równoległych torów przebiegających przez dworzec zwiększono do 13, łącznie z 4 manewrowymi (bez peronów).
Dotychczasową halę peronową przebudowano, usuwając z niej tory i obniżając posadzkę, przekształcając ją w hall rozrządowy; wymieniono też konstrukcję dachu, gdyż pierwotna była zbyt skorodowana. Przeniesiono tam komunikację poziomą, likwidując korytarz wzdłuż elewacji północnej. Posadzkę obniżono też w ryzalitach środkowym i zachodnim, pozostawiając tam wejścia; wejście w ryzalicie wschodnim zamknięto dla podróżnych, zastępując je nowym wejściem bezpośrednio od wschodniego szczytu hallu, w miejscu dawnych wjazdów na peron. Nowe perony i torowiska zbudowano wyżej, niż dotychczasowe, dopasowując je do podniesionej na nasyp i wiadukt kolei łączącej. Pod torami dworca przeprowadzono pięć równoległych „tuneli” – licząc od zachodu:
1. tunel bagażowy, prowadzący od spedycji w zachodniej części hallu do wind na perony bagażowe
2. główny tunel pasażerski dla pasażerów odjeżdżających, z osi budynku wejściowego i hallu pod peronami pasażerskimi (zachodnie wyjścia na perony) do południowej strony dworca, z wyjściem na ul. Suchą (Sadowastraße)
3. tunel pasażerski dla pasażerów wysiadających, pod peronami pasażerskimi (wschodnie wyjścia na perony) z wyjściem po północno-wschodniej stronie dworca, na ul. Małachowskiego (Flurstraße) oraz przejściem do:
4. tunelu miejskiego, dostępnego publicznie[j], łączącego Sadowastraße z Flurstraße
5. tunel pocztowy, łączący dworzec pocztowy przy Flurstraße z peronami pod opisaną wyżej osobną pocztową halą peronową.

W czasie przebudowy, w lipcu 1903, Wrocław został nawiedzony przez wielką powódź, podczas której – według przekazów – po dzisiejszej ul. Piłsudskiego i po placu przed dworcem pływano łodziami. Wydarzenie to jednak nie wpłynęło w znaczniejszym stopniu na realizację przebudowy.
Koszt całości inwestycji Przebudowa Dworca Górnośląskiego i sąsiadującej z nim Miejskiej Kolei Łączącej (Umbau des Oberschlesischen Bahnhofes und der anschlieſsenden Stadtverbindungsbau in Breslau) szacowano początkowo w 1898 na 6,5 mln marek. Poszczególne transze budżetowe sięgały 1 mln marek rocznie. Po zakończeniu ciągnących się od 1906 drobnych robót towarzyszących i podsumowaniu inwestycji w 1911 łączne koszty wyniosły 8,045 mln marek. W tym czasie była to obok przebudowy węzłów kolejowych w Görlitz i Oleśnicy największa inwestycja prowadzona przez Dyrekcję Kolei we Wrocławiu. Rozbudowany dworzec spełniał funkcję głównego dworca miasta, konsolidującego większość kierunków, w tym ważne połączenie do Berlina; Dworzec Marchijski mógł wkrótce zostać ostatecznie zamknięty, jedynie kierunek do Jaworzyny obsługiwany był nadal przez Dworzec Świebodzki.
W czasie modernizacji w latach 20. XX wieku na pierwszych czterech peronach ustawiono kamienne kioski peronowe.

### 2. połowa XX wieku

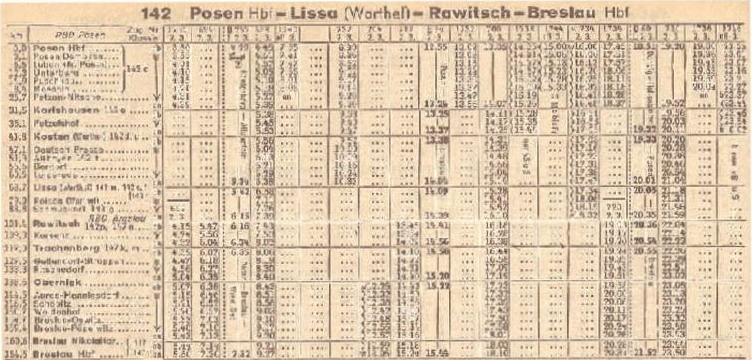
Rozkład jazdy Niemieckich Kolei Rzeszy (DR) na lata 1944/45

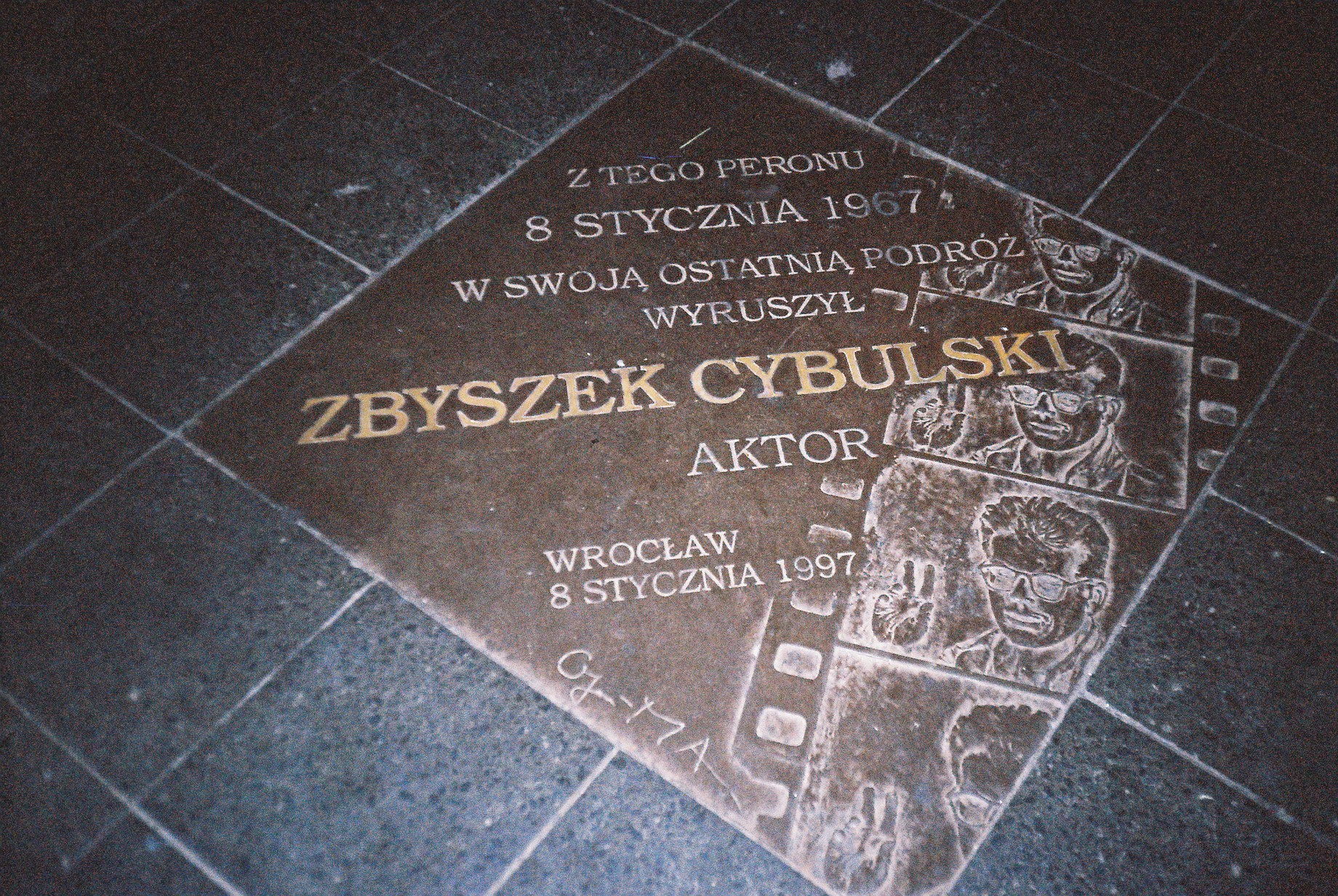
Tablica Zbyszka Cybulskiego

W 1942, w czasie II wojny światowej spółka Union Bau pod powierzchnią placu przed dworcem wybudowała betonowe składy i schrony, które przez pierwsze pół wieku po wojnie były zamknięte, a dodatkowo do lat 60. XX w. zalane wodą. Była to potężna żelbetowa konstrukcja – grubość ścian dochodziła do 3 m, a stropu do 1,8 m. Dopiero pod koniec XX wieku zaczęły być one wykorzystywane na większą skalę, m.in. na potrzeby drobnego handlu. Uszkodzenia, których dworzec doznał w czasie wojny usuwano do 1949; kolejny remont przeprowadzono w 1960 – wiązał się on z przebudową części elewacji (w związku z przeznaczeniem części pomieszczeń na potrzeby komisariatu milicji) oraz z częściowym usunięciem secesyjnych ozdób na korzyść modnego w tym okresie wystroju.
8 stycznia 1967 wracający z planu zdjęciowego filmu Morderca zostawia ślad kręconego we Wrocławiu Zbigniew Cybulski usiłował z III peronu wskoczyć do ruszającego pociągu; skok ten mu się nie udał – aktor odniósł ciężkie obrażenia i zmarł w szpitalu. W 30. rocznicę tego wypadku, 8 stycznia 1997 reżyser Andrzej Wajda odsłonił na tym peronie pamiątkową tablicę wmurowaną w posadzkę.
Na przełomie lat 80. i 90. XX wieku odnowiono dach hali peronowej, a później pomalowano elewację budynku wejściowego. Wyremontowano też główne dojście do peronów, otwierając przejścia do równoległego, nieczynnego tunelu bagażowego. W hali rozrządowej dworca, w przejściach oraz przy południowych wejściach otwarto liczne punkty handlowe.
W lipcu 1997, podczas powodzi tysiąclecia, zalana została cała ul. Piłsudskiego wzdłuż dworca, ale ułożone wzdłuż jego zabudowań worki z piaskiem nie dopuściły wody do jego pomieszczeń naziemnych (podziemnych nie udało się zabezpieczyć), toteż ruch kolejowy przez Wrocław Główny nie został wstrzymany.

#### Kino dworcowe
Od 1947 (z krótkimi przerwami) funkcjonowało w budynku dworca, w jego zachodnim skrzydle, ostatnie w Europie kino dworcowe. Bywał tu m.in. Zbigniew Cybulski. W ciągu ponad 60 lat funkcjonowania w systemie projekcji non-stop (przez niemal całą dobę co dwie godziny seans) przewinęło się przez nie ponad 7 milionów widzów. W latach 2002–2005 kino „Dworcowe” wyświetlało filmy erotyczne. Na krótko nazwa kina zmieniona została na „Dworcoffe” i wyświetlano tu dzieła młodych twórców z łódzkiej Wyższej Szkoły Filmowej i Mistrzowskiej Szkoły Andrzeja Wajdy. W 2007 zostało zamknięte. Ponowne uruchomienie pod zarządem Akademickich Centrów Filmowych, nastąpiło w czerwcu 2008. W marcu 2010, z powodu rozpoczynającego się generalnego remontu i przebudowy Dworca Głównego, kino dworcowe zostało zamknięte.

### Generalny remont 2010–2012

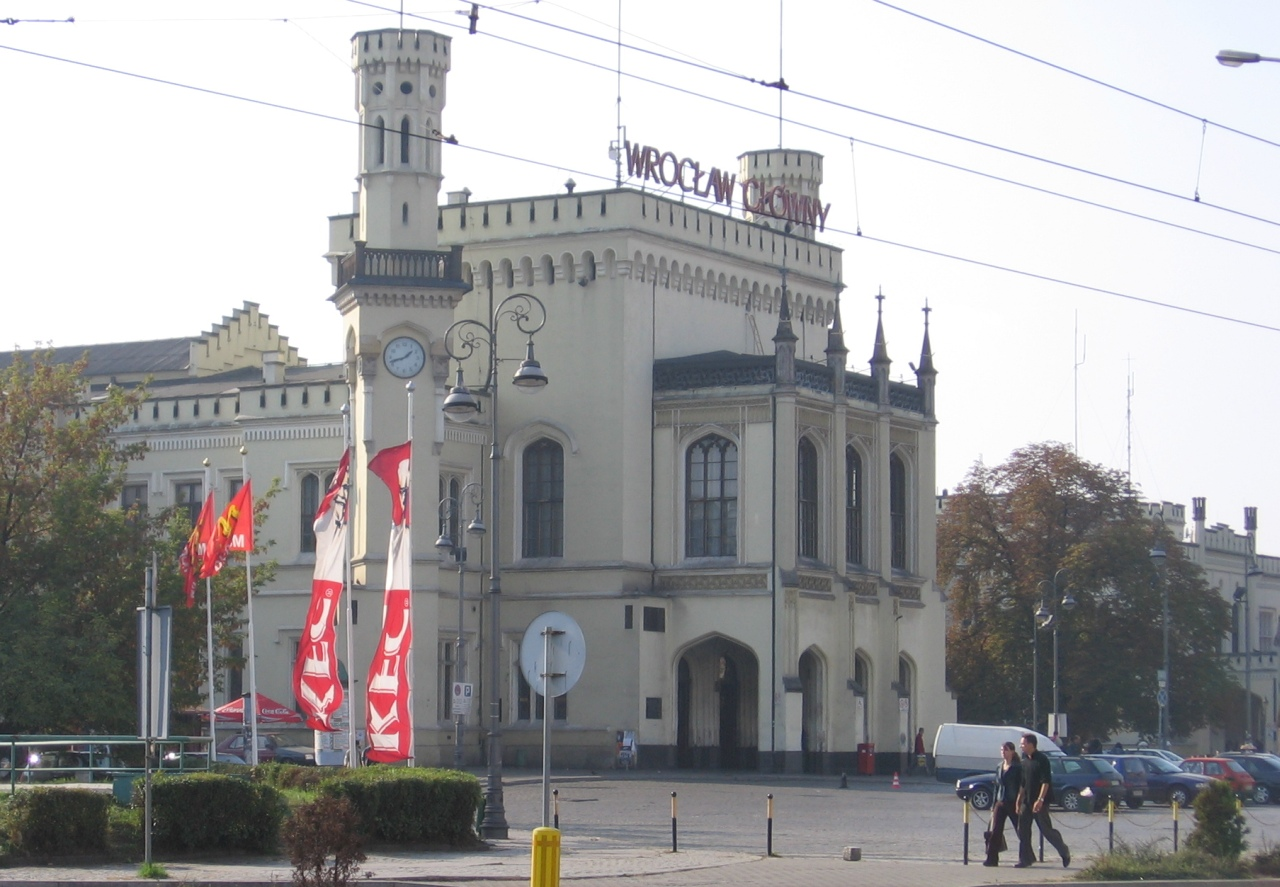
Budynek dworca przed remontem

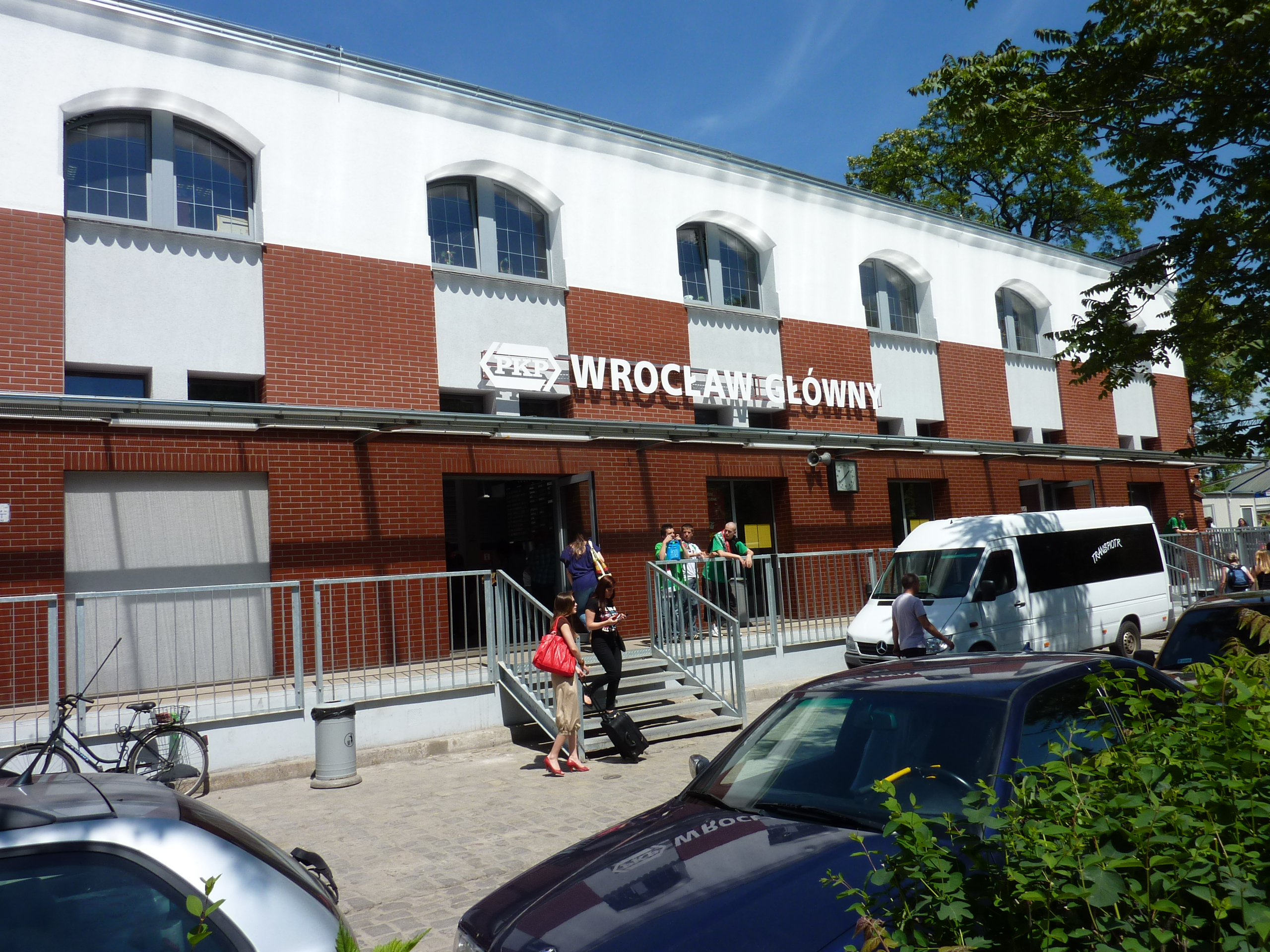
Budynek dworca tymczasowego (2010-2012) Wrocław Główny przy ul. Suchej

W 2009 rozpisany został przetarg na opracowanie koncepcji architektoniczno-urbanistycznej rewitalizacji Dworca wraz z otoczeniem. Zwycięzcą konkursu została firma Grupa 5 Architekci z Warszawy. We wrześniu 2008 ukończony został projekt architektoniczno-budowlany dla tej inwestycji w części peronowej i przejść podziemnych, który obok wyboru generalnego wykonawcy inwestycji i pozwolenia na budowę był ostatnim etapem przygotowań inwestycji przed rozpoczęciem budowy. Do końca 2009 został wyłoniony wykonawca prac budowlanych.
Prace budowlane rozpoczęły się w kwietniu 2010, 10 kwietnia obiekty dworca były dostępne dla publiczności po raz ostatni przed remontem. Modernizacja dworca była współfinansowana ze środków UE (Program Operacyjny Infrastruktura i Środowisko). Budżet projektu wynosił 162,3 mln PLN (netto), w tym środki UE to 113,63 mln PLN. Cały projekt pod nazwą „Odtworzenie zabytkowego historycznego kompleksu dworca Wrocław Główny z przebudową kolejowej infrastruktury technicznej” posiadał wartość całkowitą 361 604 854,00 PLN, w tym dofinansowanie z UE – 180 693 275,00 PLN.
W styczniu 2011 podczas prac remontowych odkryto tunel z początków XX wieku, którego nie było na żadnych planach.
Dworzec Wrocław Główny otwarto po remoncie 1 czerwca 2012 roku.
Od strony ulicy Suchej powstał pawilon południowy, czyli tzw. dworzec nocny. Na jego dachu zamontowano kolektory słoneczne, które służą do ogrzewania wody w budynku. Cały budynek ma trzy kondygnacje. Na poziomie podziemnym (poniżej poziomu ulicy) mieszczą się zaplecze techniczne i toalety, w tym przeznaczone dla osób niepełnosprawnych. Poziom zero to hall, w którym mieszczą się m.in. kasy biletowe. Na piętrze budynku, czyli w budowli nadziemnej od ul. Suchej (nad chodnikiem), znajdują się poczekalnia i punkt usługowy. Cały pawilon jest klimatyzowany. Poszczególne poziomy pawilonu połączone są windami i schodami.
Zadaszenie hal peronowych otrzymało nowe poszycie wykonane z drewna, blachy i szkła samoczyszczącego. Za pomocą konstrukcji namiotowej przykryto przejście do dawnej hali obsługi pocztowej, co wydłużyło całkowitą długość peronów pod dachem. Pod placem przed głównym wejściem wyburzono podziemny schron z okresu II wojny światowej, korzystając z metody mikrowybuchów, do której zużyto ok. 8,5 tony trotylu. W miejscu schronu został zbudowany jednopoziomowy parking podziemny na 240 samochodów osobowych.
W roku 2011 dobudowano kolejny peron – szósty, jednokrawędziowy, który miał być peronem zapasowym na czas prac remontowych oraz obsługiwać kolej aglomeracyjną i zwiększony ruch z powodu EURO 2012. Wejście i wyjście z niego było możliwe tylko schodami od strony południowej, na ul. Suchą, co było dość niewygodne dla podróżnych. Wobec ukończenia remontu stopniowo tracił na znaczeniu – czasem kończyły tu bieg pociągi ruchu lokalnego, obsługiwał kibiców przyjeżdżających do Wrocławia na mecze, w końcu w okolicach przełomu lat 2013/2014 został zamknięty – schody zostały zagrodzone.

### Dzieje najnowsze
Ponowne otwarcie peronu 6 miało miejsce 15 marca 2020 roku. Peron, modernizowany od stycznia 2019 kosztem 8,4 mln PLN, został wydłużony do 200 m, wzbogacił się o bezpośrednie zejście do tunelu zachodniego (głównego) wraz z windą, system informacji pasażerskiej i dodatkowe wiaty. Celem jego powstania była obsługa pociągów w kierunku Sobótki i Świdnicy (po zakończeniu prac remontowych na linii 285) oraz Jelcza-Laskowic.

## Dworzec w kulturze
W 1967 roku nakręcono na peronach dworca 12. odcinek serialu Stawka większa niż życie, na potrzeby filmu tablice peronowe z napisem „Wrocław Główny”, zamieniono na te z napisem „Berlin Ostbahnhof”.
W 1980 kręcono tu film Mniejsze niebo, którego akcja w większości toczy się na dworcu kolejowym.